# 美浦新山
美浦新山（日语：ミホシンザン），是日本純種競賽馬匹。生涯活躍於中長途賽事，曾於1985年奪得二冠並於1987年贏得春季天皇賞。

## 出賽前
1982年4月16日出生於北海道浦河町日進牧場，成長途中被父系之馬主堤堪時以1000萬日圓購入。
其後交由美浦訓練中心練馬師田中朋次郎訓練。

## 競賽生涯

### 4歲（現3歲）
1985年1月6日出戰中山競馬場4歲新馬戰，比賽初段處於第二的先頭位置，通過第二彎道後隨即加速進佔第一。隨後其以獨走的狀況繼續推進，進入直路後繼續加速最終拋離後方馬匹9馬位奪得首勝。
2月23日出戰條件戰水仙賞，由於出閘後由跌撞的表現未能佔先，因而選擇於中團位置追走。比賽途中其開始抽出外檔準備加速，通過最後彎道時經已爬升至第三的位置，最終於直路上成功爆發末腳加速，以2 1/2馬位優勢取得勝利。
於陣營討論過後出戰3月24日的春季錦標，比賽開始後由Southern Fever帶出，美浦新山則於中團位置向前追走。通過第三彎道後其抽出外檔加速，並於進入直路後開始加速追趕前方的Southern Fever但一直未能拉近距離。然而最後300米時Southern Fever被草皮絆倒並中止比賽，美浦新山取代其位置成爲領先的馬匹，領先後其繼續保持速度衝刺，最終成功抵擋後方對手的來襲取得首個分級賽冠軍。
4月14日出戰皋月賞，前方的Dokan Tesco率先衝出並進行慢放，美浦新山則於中團靠前的有利位置。進入對面直路後，其開始逐步加速拉近和前領馬的距離，並於最後彎道成功超越領放的Dokan Tesco取得領先。直路中段其再次爆發驚人的加速力，抵擋後方馬匹的追擊之餘亦拋離對手5馬位取得首個一級賽冠軍。
然而於4月17日其腳部出現不適的狀況，雖然即時安排醫療團隊進行檢查，但仍然未能查明原因。陣營隨即決定於4月18日爲其進行X光檢查，發現其左前腳膝蓋有輕微裂紋，而第三腕骨亦有骨折症狀，因而陣營於商討後決定避戰東京優駿（日本打吡）。
長期休養過後於9月29日之聖烈特紀念復出，以1.3倍數的獨贏賠率獲得第一人氣。比賽開始後其雖然於先頭位置推進，但於進入直路後受限於大爛地而未能發揮末腳速度，最終被對手超越下以第五完賽，吞下生涯首敗。
10月20日出戰京都新聞盃，本次比賽其採用留後戰術，於後方位置等待時機。通過第三彎道時，其仍然處於最後方位置。然而進入直路後，其於外檔位置不斷加速，最終成功超越處於先頭的對手，率先透出之下以2馬位優勢取得冠軍。
其後出戰經典三冠尾關菊花賞，成功壓果衆多對手取得第一人氣。比賽開始後，其保持穩定且平均的節奏追走。然而於進入第三彎道後受到不佳的場地影響滑倒，隨即失去衝刺的意志。但此時騎師柴田政人採取行動壓緊繮繩，成功令美浦新山重新冷靜並重拾節奏。進入直路後，其憑借早前抽出的動作成功望空，最終於奮力衝刺之下超越前方的賽駒以1 1/4馬位優勢獲得第一。
12月出戰有馬紀念，賽前僅次於無敗三冠馬魯鐸象徵取得第二人氣。比賽開始後，其於第八左右的位置開始推進，進入對面直路後開始逐步加速。通過最後彎道後，其成功拉近和前方魯鐸象徵的距離，更一度超越對手。然而進入直路後，魯鐸象徵爆發末腳瞬間反超美浦新山，最終其以第二完賽。
年末，由於其贏得經典三冠中的兩冠，因而於評選中以近乎全票的136票當選最佳4歲雄馬及以131票當選最佳父內國產馬。

### 5歲（現4歲）
1986年3月3日出戰日經賞，雖然賽前獲得第一人氣，但於直路上再度受到軟地的影響以未能最大程度加速，最終以第六完賽。
其後原本以春季天皇賞爲目標調整，但於4月3日腳部出現不安，於X光檢查後確認爲左前腳第三腕骨骨折復發，因而需要進入休養並避戰所有春季賽事。
10月5日於每日王冠復出，但於直路上始終未能順利加速，最終落後於同期的Sakura Yutaka O及後輩Nippo Teio以第三完賽。
10月26日出戰秋季天皇賞，成功壓過老對手Sakura Yutaka O取得第一人氣。比賽開始後，其處於第八的中團位置醉酒，並於比賽途中不斷加速。進入直路後，其嘗試加速迫近前方的賽駒，但最終未能成功之下以第三完賽。
其後出戰日本盃，其因爲強敵衆多僅獲得第四人氣。比賽開始開始後，其於中團位置逐步追走，並一直保持穩定的節奏。進入直路後，其搶佔內欄有利位置開始加速，但仍然未能超越前方的木星島及Allez Milord，最終以第三完賽。
12月21日出戰有馬紀念，雖然其處於最內檔的第1檔，但於比賽初段未有主動搶佔位置，意思於中團位置追走。進入直路後，其抽出外檔開始加速，內欄衝出的Dyna Gulliver展開爭奪，但逐漸力弱之下敗於對手，其後更於終點線前被由大外檔加速的Gallop Dyna超越，最終第四度獲得第三。
年末，儘管其未能於年間取得任何優勝，但由於其在日本盃中成爲排名最前的日本賽駒，因而於評選中以52票蟬聯最佳父內國產馬，但於最佳5歲及以上雄馬則大敗於Sakura Yutaka O。

### 6歲（現5歲）
1987年以美國賽馬會盃作爲年度首戰，賽前獲得第一人氣。本次比賽由於缺乏典型的領放馬，因而美浦新山選擇搶佔位置慢放。通過第三彎道後，其開始加速並以衝刺姿態進入直路，最終保持速度下成功抵擋後方Suzu Parade及Kushiro King的追擊，以1馬位優勢取得冠軍。
4月5日出戰日經賞，再度和Dyna Gulliver決戰。比賽開始後，其因前方的Legend Teio慢放做出慢步速下選擇於中團位置追走，並於比賽途中保持此節奏。通過第三彎道後，其開始抽出外檔加速並和先頭部隊平頭，進入直路後隨即加速超越對手進入獨走的狀態，最終不斷衝刺之下拋離後方5馬位獲勝。
4月29日出戰春季天皇賞，比賽初段其無視前方Shin Brown的慢放，以自身的節奏於中團位置追走，比賽途中一度被其他馬匹阻擋陷入不利的位置。然而於第三彎道時抽出外檔進佔先頭位置，進入直路後再度內閃並一路沿着欄杆加速，成功超越前方對手下以平頭姿態和Nishino Raiden一同衝線。最終於照片判定下，美浦新山以鼻位優勢壓過對手險勝。
完成春季天皇賞後其因極度疲倦而進入休養，備戰秋季賽事時被發現右前腳患有肌腱炎，最終陣營宣佈安排退役並於12月13日於中山競馬場舉行退役儀式。
年末，由於其於年間取得分級賽三連勝，因而於評選中以72票第三度當選最佳父內國產馬，但於最佳5歲及以上雄馬則大敗於Nippo Teio。

### 詳細賽績
| 日期       | 舉辦國家 | 馬場 | 距離   | 級別 | 賽事名稱     | 負重 | 騎師     | 馬號 | 出馬 | 名次 | 時間   | 頭馬（二馬）                     |
| ---------- | -------- | ---- | ------ | ---- | ------------ | ---- | -------- | ---- | ---- | ---- | ------ | -------------------------------- |
| 6/1/1985   | 日本     | 中山 | 草1600 |      | 4歲新馬      | 55   | 柴田政人 | 14   | 16   | 1    | 1:36.1 | （Makino Hata）                  |
| 23/2/1985  | 日本     | 中山 | 草2000 |      | 水仙賞       | 55   | 柴田政人 | 9    | 11   | 1    | 2:02.6 | （Monte Japan）                  |
| 24/3/1985  | 日本     | 中山 | 草1800 | GII  | 春季錦標     | 56   | 柴田政人 | 4    | 11   | 1    | 1:49.5 | （Scrum Dyna）                   |
| 14/4/1985  | 日本     | 中山 | 草2000 | GI   | 皋月賞       | 57   | 柴田政人 | 13   | 22   | 1    | 2:02:1 | （Scrum Dyna）                   |
| 29/9/1985  | 日本     | 中山 | 草2200 | GIII | 聖烈特紀念   | 56   | 柴田政人 | 3    | 10   | 5    | 2:21.0 | Tiger Boy                        |
| 20/10/1985 | 日本     | 京都 | 草2200 | GII  | 京都新聞盃   | 54   | 柴田政人 | 5    | 13   | 1    | 2:14.5 | （Speed Hero） （Fleet Hope）[a] |
| 10/11/1985 | 日本     | 京都 | 草3000 | GI   | 菊花賞       | 57   | 柴田政人 | 12   | 18   | 1    | 3:08.1 | （Suda Hawk）                    |
| 22/12/1985 | 日本     | 中山 | 草2500 | GI   | 有馬紀念     | 55   | 柴田政人 | 2    | 10   | 2    | 2:33.8 | 魯鐸象徵                         |
| 30/3/1986  | 日本     | 中山 | 草2500 | GII  | 日經賞       | 58   | 柴田政人 | 4    | 12   | 6    | 2:36.5 | Chestnut Valley                  |
| 5/10/1986  | 日本     | 東京 | 草1800 | GII  | 每日王冠     | 59   | 柴田政人 | 1    | 8    | 3    | 1:46.6 | Sakura Yutaka O                  |
| 26/10/1985 | 日本     | 東京 | 草2000 | GI   | 秋季天皇賞   | 58   | 柴田政人 | 11   | 16   | 3    | 1:59.0 | Sakura Yutaka O                  |
| 23/11/1986 | 日本     | 東京 | 草2400 | GI   | 日本盃       | 57   | 柴田政人 | 6    | 14   | 3    | 2:25.2 | 木星島                           |
| 21/12/1986 | 日本     | 中山 | 草2500 | GI   | 有馬紀念     | 57   | 柴田政人 | 1    | 12   | 3    | 2:34.2 | Dyna Gulliver                    |
| 25/1/1987  | 日本     | 中山 | 草2200 | GII  | 美國賽馬會盃 | 59   | 柴田政人 | 2    | 6    | 1    | 2:15.4 | （Suzu Patade）                  |
| 5/4/1987   | 日本     | 中山 | 草2500 | GII  | 日經賞       | 59   | 柴田政人 | 1    | 7    | 1    | 2:33.8 | （Jusaburo）                     |
| 29/4/1987  | 日本     | 京都 | 草3200 | GI   | 春季天皇賞   | 58   | 柴田政人 | 6    | 10   | 1    | 3:20.4 | （Asahi Emperor）                |

a 此兩駒為平頭亞軍

## 退役後
退役後，美浦新山成爲了配種馬，於北海道浦河町谷川牧場休養，在1988年進行配種。首批子嗣於1989年出生。首批子嗣可於1991年出賽。1993年5月9日，My Shinzan於NHK盃取勝，成爲首匹勝出分級賽的賽駒。
1993年其被轉移至同町的East Stud繼續進行配種工作。
然而其後因週日寧靜、百仁時間及東來兵等外國配種馬的引入，其競爭力因而下降，最終於2002年由配種馬退役並被轉移至北海道日高町谷川牧場清畠事業所以功勞馬身份進行養老生活。
2014年12月4日因心臟病發以32歲的高齡死亡。

### 主要子嗣

#### 分級賽優勝子嗣
1990年生
- My Shinzan（NHK盃、朝日挑戰盃）

1994年生
- Grand Shinzan（愛知盃）

## 血統簡介
父系新山爲日本賽駒，生涯戰績彪炳，爲日本賽馬史上第二匹經典三冠馬，亦贏得春季天皇賞及有馬紀念等賽事。祖父Hindostan爲英國賽駒，生涯戰績不俗，曾勝出早期的愛爾蘭打吡。
母系Napoli Jo O爲日本賽駒，生涯戰績不佳，僅勝出兩場頭馬且未突破條件戰級別。外祖父Moutiers爲法國賽駒，生涯三戰全勝。

### 血統表
| 父線：Bois Roussel系（St. Simon系）          |                            |                       |                 |
| 種馬 新山 1961年（棗色）                     | Hindostan 1949年（深棗色） | Bois Roussel          | Vatout          |
| 種馬 新山 1961年（棗色）                     | Hindostan 1949年（深棗色） | Bois Roussel          | Plucky Liege    |
| 種馬 新山 1961年（棗色）                     | Hindostan 1949年（深棗色） | Sonibai               | Salario         |
| 種馬 新山 1961年（棗色）                     | Hindostan 1949年（深棗色） | Sonibai               | Udaipur         |
| 種馬 新山 1961年（棗色）                     | Hayanobori 1949年（栗色）  | Hayatake              | Theft           |
| 種馬 新山 1961年（棗色）                     | Hayanobori 1949年（栗色）  | Hayatake              | Hiryu           |
| 種馬 新山 1961年（棗色）                     | Hayanobori 1949年（栗色）  | Daigo Buchanum Beauty | Tournesol       |
| 種馬 新山 1961年（棗色）                     | Hayanobori 1949年（栗色）  | Daigo Buchanum Beauty | Buchanum Beauty |
| 繁殖雌馬 Napoli Jo O 1975年（栗色）          | Moutiers 1958年（栗色）    | Sicambre              | Prince Bio      |
| 繁殖雌馬 Napoli Jo O 1975年（栗色）          | Moutiers 1958年（栗色）    | Sicambre              | Sif             |
| 繁殖雌馬 Napoli Jo O 1975年（栗色）          | Moutiers 1958年（栗色）    | Ballynash             | Nasrullah       |
| 繁殖雌馬 Napoli Jo O 1975年（栗色）          | Moutiers 1958年（栗色）    | Ballynash             | Ballywellbroke  |
| 繁殖雌馬 Napoli Jo O 1975年（栗色）          | Tai-Tai 1969年（深栗色）   | Will Somers           | Tudor Minstrel  |
| 繁殖雌馬 Napoli Jo O 1975年（栗色）          | Tai-Tai 1969年（深栗色）   | Will Somers           | Queen's Jet     |
| 繁殖雌馬 Napoli Jo O 1975年（栗色）          | Tai-Tai 1969年（深栗色）   | Anneiv                | Vienna          |
| 繁殖雌馬 Napoli Jo O 1975年（栗色）          | Tai-Tai 1969年（深栗色）   | Anneiv                | Singing Sister  |
| 雌系：Lady Juror系（號族：9-c）              |                            |                       |                 |
| 五代內近親交配：Gainsborough 5×5、Nearco 5×5 |                            |                       |                 |

## 命名由來
名字中，Miho（ミホ）是馬主堤堪時冠名，出自其出身地茨城縣莖崎村（今筑波市）鄰近的美浦訓練中心，Shinzan（シンザン）則繼承自父系新山之名字，亦可譯作「神贊」。

## 外部連結
- 美浦新山 netkeiba.com （页面存档备份，存于）
- 血統表 （页面存档备份，存于）